# General Atomics MQ-1C Gray Eagle
General Atomics MQ-1C Gray Eagle (Đại bàng xám) là một loại máy bay không người lái (UAS) cao độ bay trung bình, khả năng hoạt động lâu dài (MALE). Hệ thống được phát triển bởi công ty General Atomics Aeronautical Systems (GA-ASI) cho Lục quân Hoa Kỳ với chức năng là bản nâng cấp và thay thế cho máy bay không người lái thế hệ cũ General Atomics MQ-1 Predator.
Trước đây, MQ-1C còn có những tên khác là Warrior (Chiến binh), Sky Warrior (Chiến binh Bầu trời) và ERMP hay Extended-Range Multi-Purpose (Cự li xa, Đa nhiệm).

## Thiết kế
Gray Eagle là một máy bay không người lái được thiết kế để bay ở cao độ trung bình và có khả năng hoạt động dẻo dai nhiều giờ trên không (MALE). Máy bay có sải cánh lớn và mang một động cơ nhiên liệu nặng Thielert Centurion 1.7. Đây là một loại động cơ Diesel đốt xăng máy bay, cho phép Gray Eagle có thể hoạt động tốt hơn ở độ cao lớn. Loại máy bay này có thể hoạt động 36 giờ tại cao độ lên đến 25,000 feet (7,600 m), với tầm hoạt động khoảng 200 nút (400 km).
Phần mũi của máy bay được phóng lớn để chứa một hệ thống radar khẩu độ tổng hợp (SAR) và một hệ thống chỉ báo mục tiêu dịch chuyển trên mặt đất (GMTI). Khi máy bay khoá mục tiêu trên mặt đất, nó sẽ sử dụng hệ thống ngắm mục tiêu đa quang phổ AN/AAS-52 nằm dưới mũi. Máy bay có khả năng mang tải trọng 800 pounds (360 kg) và có thể được trang bị một loạt vũ khí như tên lửa AGM-114 và bom dẫn đường GBU-44/B Viper Strike. Các cụm cảm biến có thể kết hợp dữ liệu từ ảnh nhiệt và ảnh radar để quét và theo dõi môi trường trên mặt đất. Độ nhạy cao của hệ thống quan sát cho phép Grey Eagle có thể nhìn thấy vết bánh xe, dấu chân, hay bom tự chế trong lúc quét.
Tháng 5 năm 2013, Raytheon giao hai hệ thống tác chiến điện tử cho quân đội Hoa Kỳ. Các hệ thống này là một phần của hệ thống Tác chiến Điện tử Kết hợp, Điều khiển Từ xa (NERO) được phát triển bởi Tổ chức Tiêu diệt Thiết bị nổ Tự chế Liên quân (JIEDDO) thuộc Bộ Quốc Phòng Hoa Kỳ, cho phép Grey Eagle có khả năng làm nhiễu liên lạc của đối phương. Hệ thống này được cải tiến từ hệ thống Tấn công Điện tử Thông tin Liên lạc Đối phương, Quan sát, và Do thám (CEASAR) trên máy bay C-12 Huron. Lắp đặt NERO trên Gray Eagle làm giảm thiểu nguy hiểm cho phương tiện, giảm giá thành hoạt động, và cải thiện gấp 2 đến 3 lần hiệu quả của các nhiệm vụ tác chiến điện tử. Khi bay thử, Gray Eagle có khả năng bay mà không bị chính hệ thống làm nhiễu này tác động vào quá trình điều khiển và liên lạc với bộ chỉ huy.
Phiên bản nâng cấp của Gray Eagle (Improved Gray Eagle) có tổng trọng lượng cất cánh tối đa (MGTOW) là 4,200 lb (1,900 kg) với động cơ 250 hp, so với bản Gray Eagle gốc chỉ có MGTOW là 3,600 lb (1,600 kg) và động cơ 160 hp. Gray Eagle có khả năng mang 575 lb (261 kg) nhiên liệu, trong khi bản nâng cấp có thể mang 850 lb (390 kg) nhiên liệu ở bồn nhiên liệu nằm sâu trong phần bụng và 500 lb (230 kg) nhiên liệu ở bồn gắn tại giá treo ở giữa bụng. Các thùng xăng ngoài cho phép máy bay mang thêm 560 lb (200 kg) nhiên liệu, cho phép Gray Eagle hoạt động đến 50 giờ. Bản nâng cấp của Gray Eagle tăng trọng lượng tải bên trong từ 400 lb (180 kg) đến 540 lb (240 kg).
Trọng lượng rỗng của máy bay là 1,318 kg (2,906 lb) và sức bền của máy bay khi không có thùng xăng ngoài là 45 giờ. Động cơ có khả năng duy trì liên tục đầu ra 180 hp (130 kW). General Atomics gắn thêm mút cánh mới, tăng sức bền của máy bay thêm 1%. Đồng thời, lắp đặt một ăng-ten dọc mới. Trong các chiến dịch đặc biệt, Gray Eagle có thể được cấu hình mang hai tên lửa Hellfire và một hệ thống tình báo điện tử (SIGINT) và bay liên tục 35 giờ. Ở phiên bản Gray Eagle gốc (Block I), cũng với cấu hình này, máy bay chỉ có thể bay được 14-15 giờ.

## Thông số kỹ thuật
Dữ liệu lấy từ General Atomics Aeronautical Systems Gray Eagle.
Đặc tính tổng quát
- Kíp lái: Không người lái
- Sức chứa: 360 kg (800 lb)
- Chiều dài: 28 ft (8,5 m)
- Sải cánh: 56 ft (17 m)
- Chiều cao: 6,9 ft (2,1 m)
- Trọng lượng cất cánh tối đa: 3,600 lb (2 kg)
- Động cơ: 1 × Động cơ Nhiên liệu nặng Thielert Centurion 1.7 , 165 hp (123 kW)

Hiệu suất bay
- Vận tốc cực đại: 167 kn (192 mph; 309 km/h)
- Thời gian bay: 25 giờ
- Trần bay: 29,000 ft (8,839 m)

Vũ khí trang bị

- Giá treo: 4
- Tên lửa: 4 × AGM-114 Hellfire hay 8 × AIM-92 Stinger
- Bom: 4 × GBU-44/B Viper Strike[13]

Hệ thống điện tử

- Radar AN/ZPY-1 STARLite[14]